# Chapelle funéraire de la famille Bellemère
La chapelle funéraire de la famille Bellemère (connue aussi sous le nom de chapelle de Chepoix) est une chapelle située à Chepoix, Oise, en France.

## Localisation
La chapelle est située dans le département français de l'Oise, sur la commune de Chepoix. Un peu à l'écart de la commune, elle se trouve le long de la D117 en direction de Bacouël.

## Description
L'intérêt principal de cette chapelle est la mosaïque intérieure, représentant la danse macabre. Ce sujet, thème fort de l'iconographie chrétienne européenne, était délaissé au XXe siècle et l'architecte Gérard Ansart l'a adapté à l'époque contemporaine.

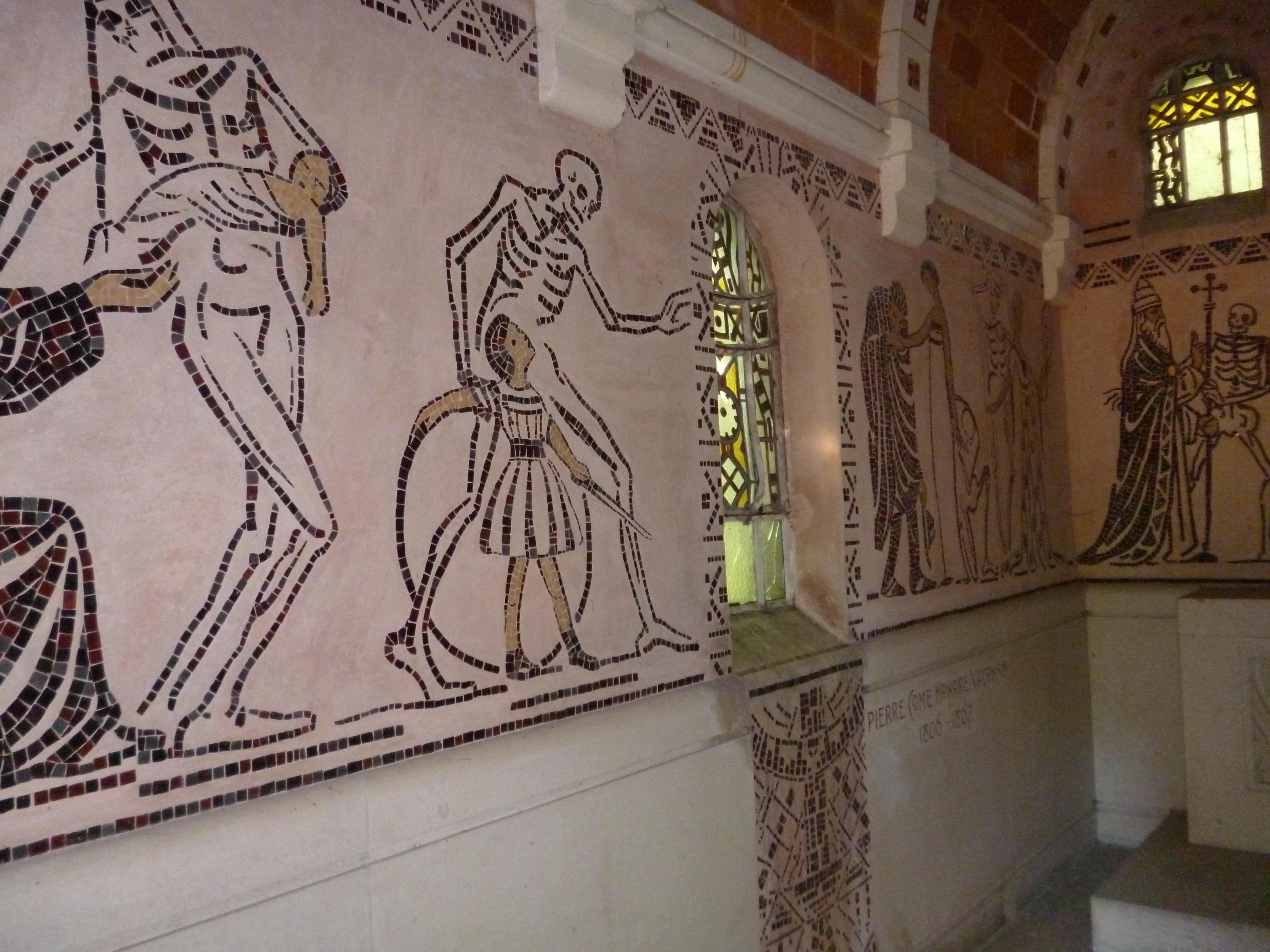
Paroi latérale de la chapelle.

Les paroles, en latin, du psaume 38, verset 3, y sont inscrites : « il n’y a rien de sain dans ma chair (à cause de ta colère), il n’y a plus de vigueur dans mes os (à cause de mes péchés) […] » et verset 10 : « Mon cœur est agité, ma force m’abandonne, et la lumière de mes yeux n’est plus même avec moi ».

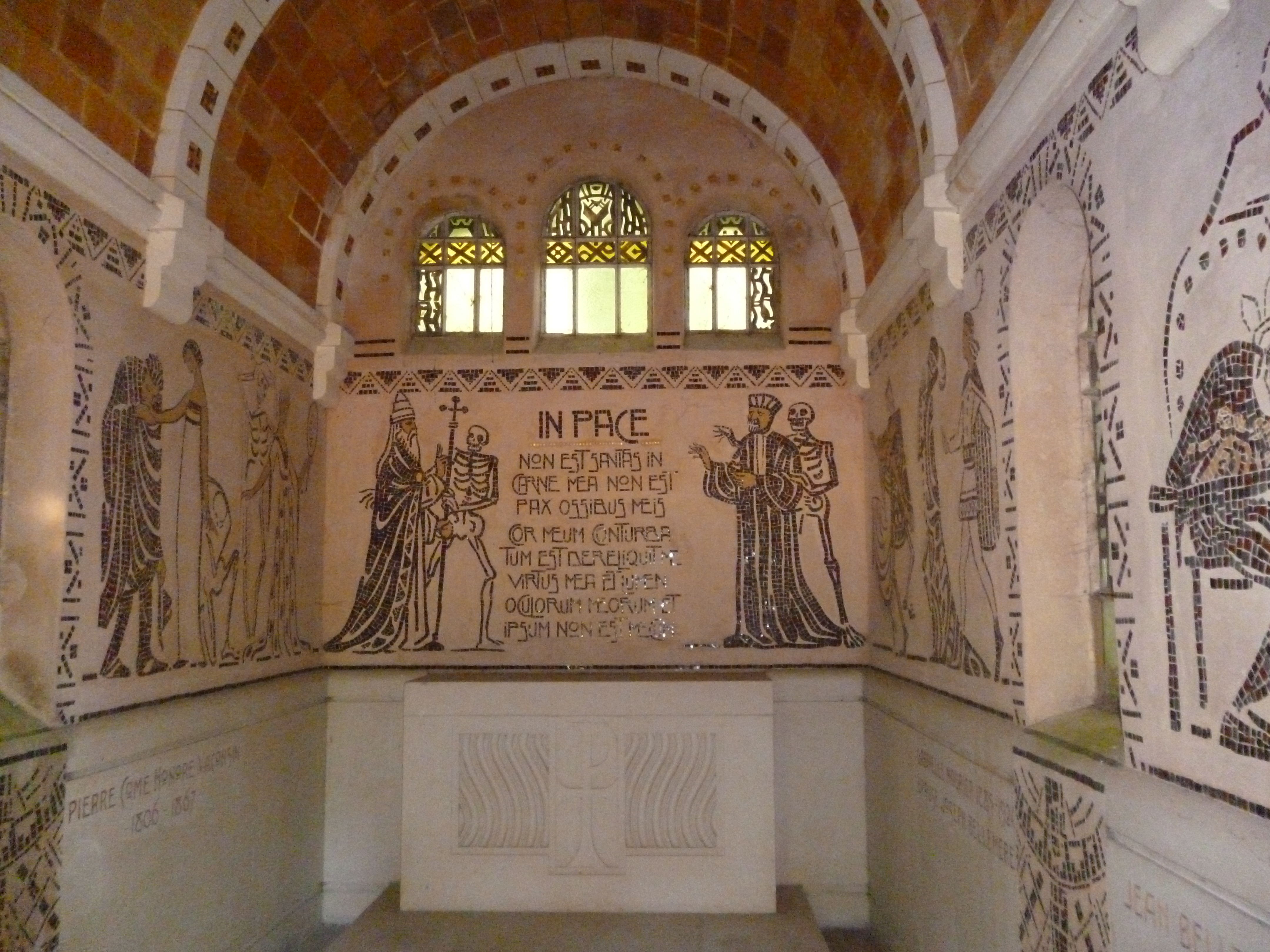
Inscription en latin.

## Historique
L'édifice est classé au titre des monuments historiques en 2011.

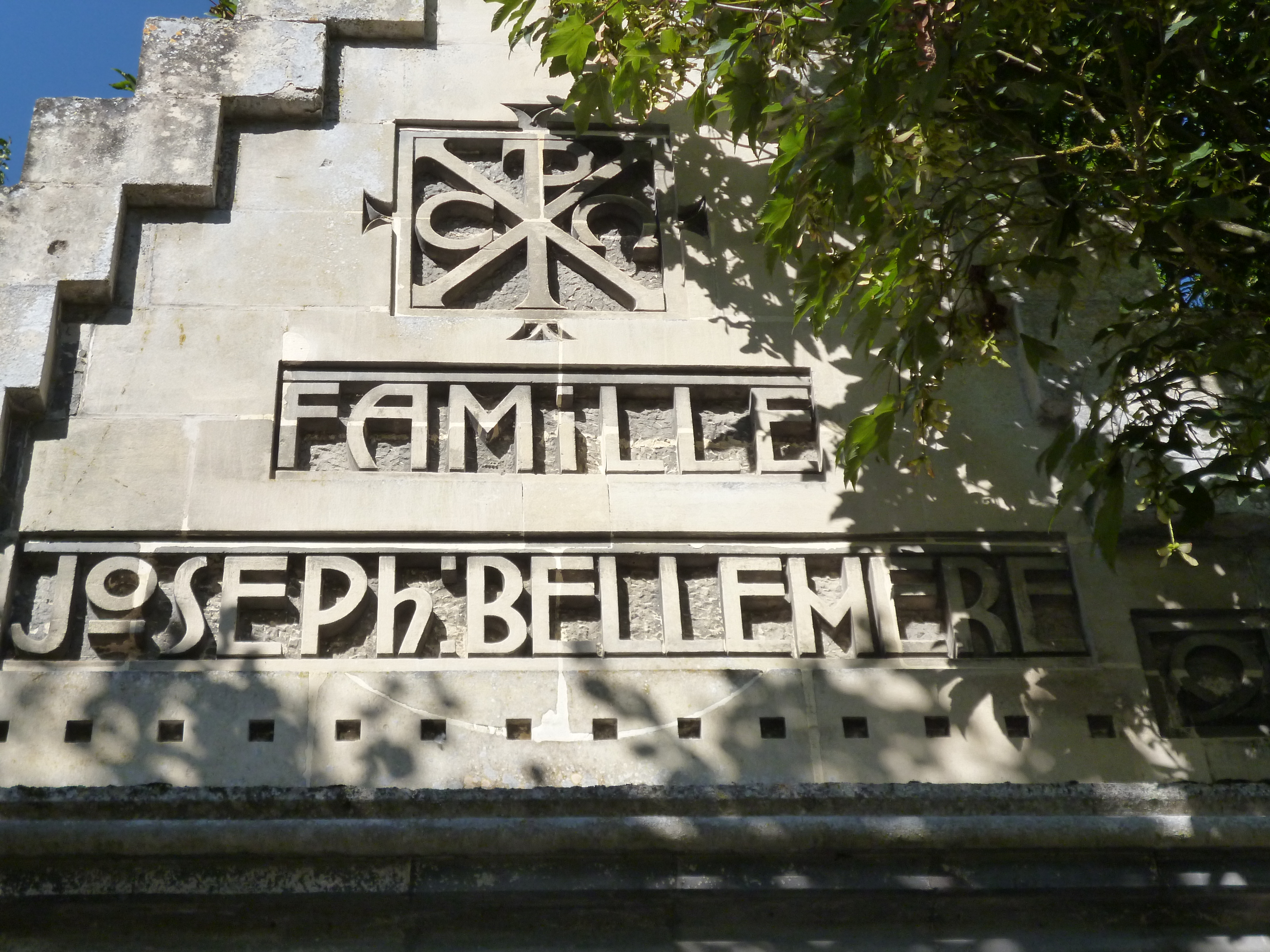
Frontispice de la chapelle.